# Condylostylus basovi
Condylostylus basovi är en tvåvingeart som beskrevs av Grichanov 1998. Condylostylus basovi ingår i släktet Condylostylus och familjen styltflugor. Inga underarter finns listade i Catalogue of Life.